# Schaueria virginea
Schaueria virginea är en akantusväxtart som beskrevs av Christian Gottfried Daniel Nees von Esenbeck. Schaueria virginea ingår i släktet Schaueria och familjen akantusväxter. Inga underarter finns listade i Catalogue of Life.